# Cladocarpus tenuis
Cladocarpus tenuis is een hydroïdpoliep uit de familie Aglaopheniidae. De poliep komt uit het geslacht Cladocarpus. Cladocarpus tenuis werd in 1879 voor het eerst wetenschappelijk beschreven door Clarke. 